# 戸叶薫雄
戸叶 薫雄（とかの よしお / しげお、1872年12月24日（明治5年11月24日）- 1917年（大正6年）9月26日）は、明治後期から大正期の新聞編集者、実業家、政治家。衆議院議員。旧名・初五郎。田中正造の後継者と目された人物。

## 経歴
栃木県安蘇郡長谷場村（野上村長谷場、田沼町を経て現佐野市長谷場町）で、戸叶庄造の長男として生まれる。1885年（明治18年）2月、家督を相続し薫雄に改名した。栃木師範学校で学んだが教師と対立して退校。1896年（明治29年）自由民権思想の普及のため政治小説『想夫恋』を出版。1898年（明治31年）7月、東京法学院（前身英吉利法律学校、現中央大学）を卒業し、1899年（明治32年）7月、日本法律学校（現日本大学）を卒業した。
1884年（明治29年）4月から野上村助役を3年間務めた。その後、銀行勤務を経て、1907年（明治40年）3月、大韓帝国に渡り京城商業会議所書記長となり、大韓日報社長も務め、朝鮮の植民地化に反対したが、新聞の発行停止と退韓命令を受けた。1910年（明治43年）日韓併合後に帰国し、下野新聞社長、下野印刷社長などを務めた。
田中正造の死後、その後継者と目され、1915年（大正4年）3月の第12回衆議院議員総選挙に栃木県郡部から無所属で出馬して当選。1917年（大正6年）4月、第13回総選挙に憲政会所属で出馬して再選され、衆議院議員に連続2期在任したが、同年9月、議員在任中に死去した。

## 著作
- 東崖散史『想夫恋』戸叶薫雄、1896年。
- 楢崎観一との共著『朝鮮最近史 : 附・韓国併合誌』蓬山堂、1912年。

## 親族
- 長男 戸叶武（参議院議員）[1]